# Smithton (Pensilvania)
Smithton es un borough ubicado en el condado de Westmoreland en el estado estadounidense de Pensilvania. En el año 2000 tenía una población de 444 habitantes y una densidad poblacional de 1,489.8 personas por km².

## Geografía
Smithton se encuentra ubicado en las coordenadas 40°09′14″N 79°44′26″O / 40.15389, -79.74056.

## Demografía
Según la Oficina del Censo en 2000 los ingresos medios por hogar en la localidad eran de $28,854 y los ingresos medios por familia eran $36,250. Los hombres tenían unos ingresos medios de $26,667 frente a los $23,056 para las mujeres. La renta per cápita para la localidad era de $16,715. Alrededor del 14.6% de la población estaba por debajo del umbral de pobreza.